# Ramón Campayo Martínez
Ramón Campayo Martínez (Aýna, Albacete, Espanya, 22 de setembre de 1965) és un mentalista especialitzat en memorització i lectura ràpida. Ha guanyat diversos concursos internacionals de memorització la dècada del 2000 i del 2010 i ha obert una escola de memorització. Diverses publicacions el consideren «el memoritzador més gran de la història». Té un coeficient intel·lectual de més de 190. Pot memoritzar un número de 46 dígits en un segon, saber la posició que ocupa cada paraula d'una llista de 23.200 escoltant-la un sol cop, llegeix fins a 2.500 paraules per minut i necessita una setmana per aprendre una llengua.
Des del 2002 ha participat en el campionat mundial de memòria ràpida anomenat Speed memory, que se celebra cada dos anys i consta de sis proves. El 2003 va guanyar el seu primer campionat mundial a Alemanya amb la puntuació més elevada mai obtinguda fins aquell moment. El 2009 va obtenir el Word Guiness en memoritzar 68 números binaris en tres segons. Des de la dècada del 2010 té una escola de memorització on ensenya tècniques d'estudi bàsicament a opositors. El 2015 va guanyar el campionat mundial de memòria ràpida per vuitena vegada, igualant el rècord anterior, que tenia Dominic O'Brien. El 2019 va guanyar per desena vegada el campionat del món celebrat en aquella ocasió a Roquetas de Mar.
El 2005 va escriure Desarrolla una mente prodigiosa on explica les tècniques memorístiques que fa servir. Des de llavors ha fet altres llibres com Aprende un idioma en 7 días (2006), Aprende inglés en 7 días (2007), Ser feliz depende de ti (2009), i Curso definitivo de lectura rápida.